# Добуток Кулкарні — Номідзу
Добуток Кулкарні — Номідзу визначається для двох (0,2)-тензорів і дає в результаті (0,4)-тензор.
Цей добуток дозволяє виразити тензор кривини з нульовим тензором Вейля через тензора кривини Річчі.

## Означення
Якщо {\displaystyle h} і {\displaystyle k} — (0,2)-тензори, то добуток означається як:
{\displaystyle h\circ k(X_{1},X_{2},X_{3},X_{4}):=h(X_{1},X_{3})k(X_{2},X_{4})+h(X_{2},X_{4})k(X_{1},X_{3})-}
{\displaystyle -h(X_{1},X_{4})k(X_{2},X_{3})-h(X_{2},X_{3})k(X_{1},X_{4})}
де Xj дотичні вектори.